# 히든 와이어링 배터리 내장형 시트
히든 와이어링 배터리 내장형 시트는 슬라이딩 커넥터와 PCB를 조합한 자동차 시트다.

## 상세
2021년에 개발된 히든 와이어링 배터리 내장형 시트는 위치에 관계없이 전력이 공급된다. 시트 프레임 하부에 장착된 리튬 이온 배터리는 전력 공급이 없을 시, 시트 이동과 기타 기능 사용에 이용되며, 디스플레이를 통해 시트의 배터리 상태를 확인할 수 있다. 시트의 좌우 레일은 차량 플로어의 포고 커넥터를 거쳐 각각 신호 및 전원을 측면에 장착된 외부 모듈에 전달한다. 이후 모듈 내 슬라이딩 커넥터 및 PCB를 통해 시트와 내장 배터리로 신호 및 전원을 공급한다. 시트 이동 시 슬라이딩 커넥터가 함께 움직인다.

## 구조
히든 와이어링 배터리 내장형 시트는 기존 시트 레일을 활용하거나 레일 형상과 관계없이 장착이 가능하며, 조립 공정을 단순화했다. 또한, 시트 배터리와 제어기도 마운팅 구조로 기존 시트 프레임에 장착 가능하다. 
슬라이딩 커넥터는 전원 공급 모듈에 내장된 PCB와 결합됐다. 내부의 접점 브러쉬로 PCB와 접촉해 전기 신호를 송신하며, 어퍼 브라켓 상단의 커넥터를 통해 시트에 신호 및 전력을 전달한다. 모든 영역에서 신호 및 전력 공급이 가능하며, 수직 형태의 내부 구조로 이물질 유입을 막는다. 레일과 시트는 포고 커넥터로 연결된다. 레일의 마운팅 볼트를 체결하면 실내 플로어 및 레일의 포고 커넥터가 자동으로 맞물려 전력이 연결된다.

## 같이 보기
- 현대자동차그룹
- 카시트
- 자율주행차